# Marie-France Garaud
Marie-France Garaud, nata Marie-Françoise Quintard (Poitiers, 6 marzo 1934 – Saint-Pompain, 22 maggio 2024), è stata una politica, magistrato e avvocato francese.

## Biografia
Si laureò in legge a Poitiers, specializzandosi in diritto pubblico, diritto privato e storia del diritto. Iscritta all'ordine degli avvocati dal 1954. Nel 1974 fu nominata, a turno esterno, consigliere referendario alla Corte dei conti. Promossa consigliere effettivo nel 1998, fu collocata a riposo l'anno successivo ottenendo l'onorariato. Nel 2002 ottenne l'abilitazione a esercitare davanti alle giurisdizioni superiori (Consiglio di Stato e Corte dei Conti).  
Alla facoltà di giurisprudenza di Poitiers ebbe fra i suoi professori il processualista Jean Foyer. Quest'ultimo, nominato nel 1961 ministro della Cooperazione nel governo di Michel Debré, la chiamò a far parte del suo gabinetto in qualità di consigliere parlamentare. Il 14 aprile 1962, allorquando Foyer fu nominato guardasigilli nel primo governo di Georges Pompidou, Marie-France Garaud passò in qualità di chargée de mission (consulente) al ministero della Giustizia, dove strinse un forte legame con Simone Veil e soprattutto con Pierre Arpaillange.
Nel 1967 fu nominata da Georges Pompidou chargée de mission presso il gabinetto del Primo ministro. In quel periodo iniziò il suo sodalizio con Pierre Juillet (1921-1999), gollista della prima ora ed eminenza grigia di Pompidou. Grazie alle sue relazioni con il ministero della Giustizia, il ruolo di Garaud assunse grande rilievo tra l'ottobre 1968 e il gennaio 1969, quando Pompidou, non più Primo ministro, dovette far fronte a una campagna diffamatoria ai danni di sua moglie Claude. La campagna, orchestrata da personaggi secondari del movimento gollista con la complicità di alcuni elementi deviati dei servizi segreti, tentò di coinvolgere Claude Pompidou nell'affaire Markovic, un'inchiesta giudiziaria relativa all'assassinio di un uomo di fiducia di Alain Delon.
Il 15 giugno 1969, allorquando Georges Pompidou fu eletto presidente della Repubblica, Marie-France Garaud declinò l'offerta di un ministero, accettando il ruolo più defilato di consigliere tecnico presso il Segretariato generale della Presidenza. Costituì così con Juillet, anch'egli consigliere del presidente, un gabinetto-ombra influentissimo, in grado di fare e disfare carriere politiche. Ad esempio conducendo una lotta senza quartiere, anche con mezzi poco ortodossi, contro Jacques Chaban-Delmas, Primo ministro fino al 5 luglio 1972.
In questo periodo s'intensificarono i legami tra Garaud e Juillet da una parte e l'astro nascente del gollismo Jacques Chirac dall'altra. Il 2 aprile 1974, alla morte di Pompidou, Garaud e Juillet tentarono d'imporre la candidatura alla presidenza della Repubblica del Primo ministro Pierre Messmer. Alla rinuncia di quest'ultimo, concentrarono tutti i loro sforzi per portare all'insuccesso il candidato ufficiale del partito gollista Chaban-Delmas (che infatti non riuscì a passare al ballottaggio) e favorire l'elezione di Valéry Giscard d'Estaing.
Dal maggio 1974 Garaud fu consigliere tecnico del Primo ministro Jacques Chirac, sempre afianco di Pierre Juillet. Quando il 25 agosto 1976 Chirac lasciò la guida del governo, i due lo seguirono nel movimento gollista che, anche su loro impulso, il 5 dicembre 1976 fu rifondato prendendo il nome di Rassemblement pour la République (RPR).
I rapporti con Chirac s'incrinarono in occasione delle elezioni europee del 1979, giacché la linea violentemente antieuropeista sostenuta fin dal 1978 da Garaud e da Juillet fu da molti considerata come la causa principale dell'insuccesso elettorale del nuovo movimento. Negli anni successivi Marie-France Garaud emise una serie di giudizi sprezzanti nei confronti di Chirac.
Nel 1981 Garaud si candidò alle elezioni per la presidenza della Repubblica ottenendo l'1,3% dei voti e arrivando penultima dello scrutinio. Nel 1986 si presentò con una sua lista personale alle elezioni politiche, ma prese solo il 2,57 per cento e non fu eletta.
Nel 1982 fondò il think tank "Institut international de géopolitique" e il periodico Géopolitique cui assunse la direzione.
Nel 1992 fu tra i principali oppositori dell'adesione della Francia al trattato di Maastricht. Alle elezioni per il parlamento europeo del 1999 si candidò nelle liste del Raggruppamento per la Francia-Movimento per la Francia, effimera formazione politica antieuropeista creata da Charles Pasqua e Philippe de Villiers. Una volta eletta, aderì al gruppo dei non iscritti. Non si ricandidò nel 2004.
In occasione delle elezioni presidenziali del 2017 dichiarò che avrebbe votato per Marine Le Pen. Visibilmente indebolita dalla malattia, dopo quella data scomparve dalla scena politica. 
Fu autrice di saggi di politica ed economia.

## Vita privata
Nata Marie-Françoise Quintard, sposò il 28 dicembre 1959 Louis Garaud, avvocato cassazionista, dal quale ebbe due figli: Jean-Yves e Christophe, entrambi avvocati. Divenne vedova nel 2001.